# День незалежності Узбекистану

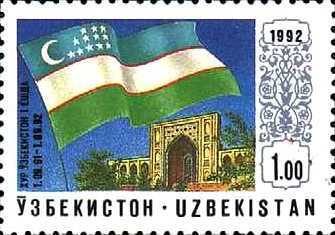

День незалежності Узбекистану — щорічне свято з нагоди проголошення державної незалежності Узбекистану від СРСР. Святкується 1 вересня.
1 вересня офіційно неробочий день.
| Прапор Узбекистану | Це незавершена стаття про Узбекистан. Ви можете допомогти проєкту, виправивши або дописавши її. |

| свято | Це незавершена стаття про свято або пам'ятний день. Ви можете допомогти проєкту, виправивши або дописавши її. |